# Neopalpa donaldtrumpi
Neopalpa donaldtrumpi – gatunek motyli z rodziny skośnikowatych.

## Charakterystyka
N. donaldtrumpi należy do rodzaju Neopalpa, który został opisany w 1998 roku przez Czecha Dalibora Povolnego. Wyróżnienia nowego gatunku od Neopalpa neonata dokonał w 2017 roku Kanadyjczyk dr Vazrick Nazari, który badał zbiory Bohart Museum of Entomology przy University of California. Gatunek zamieszkuje w południowo-zachodniej części Stanów Zjednoczonych (Kalifornia) i północno-zachodnim Meksyku (Baja California). N. donaldtrumpi wyróżniają żółto-białe łuski na głowie oraz mniejsze genitalia. Genotyp obu gatunków różni się w 4,9–5,1%.
Gatunek nazwano imieniem prezydenta Stanów Zjednoczonych Donalda Trumpa.